# Quercus shanxiensis
Quercus shanxiensis är en bokväxtart som beskrevs av Zhe Kun Zhou. Quercus shanxiensis ingår i släktet ekar, och familjen bokväxter. Inga underarter finns listade i Catalogue of Life.